# Бухгейм, Рудольф Фридрихович
Рудольф Фридрихович Бухгейм (нем. Rudolf Richard Buchheim; 1820—1879) — немецкий фармаколог.

## Биография
Сын врача. Окончил медико-хирургическую академию в Дрездене, продолжал занятия в Лейпцигском университете, где в 1845 г. защитил докторскую диссертацию и был ассистентом анатомо-физиологического института. С 1847 г. — профессор фармакологии (точнее — «науки о лекарствах, диететики, истории медицины и мед. литературы») в Дерпте, где организовал фармакологическую лабораторию; с 1867 г. — профессор фармакологии в Гиссене, где организовал фармакологический институт.
Автор ряда трудов по экспериментальной фармакологии и нескольких изданий руководства по фармакологии, в котором была использована носящая теперь его имя классификация лекарственных веществ, состоящая в их распределении, в зависимости от свойств и действия, на группы, которые получают название наиболее характерного своего представителя (например, группа дигиталиса, группа кокаина и т. п.).
Крупной заслугой Бухгейма является применение в фармакологии физиологической методики и создание институтов для экспериментального изучения фармакологии, что обособило последнюю от «фармации и фармакогнозии», с которыми она ранее преподавалась вместе. Одним из его учеников был знаменитый фармаколог Освальд Шмидеберг.
Его имя с 1979 г. носит Институт фармакологии Гисенского университета (Rudolf-Buchheim-Institut für Pharmakologie).